# Atanazy VII bar Qutreh
Atanazy VII bar Qutreh (ur. ?, zm. ?) – w latach 1138–1166 77. syryjsko-prawosławny Patriarcha Antiochii.